# Paris–Roubaix 1899

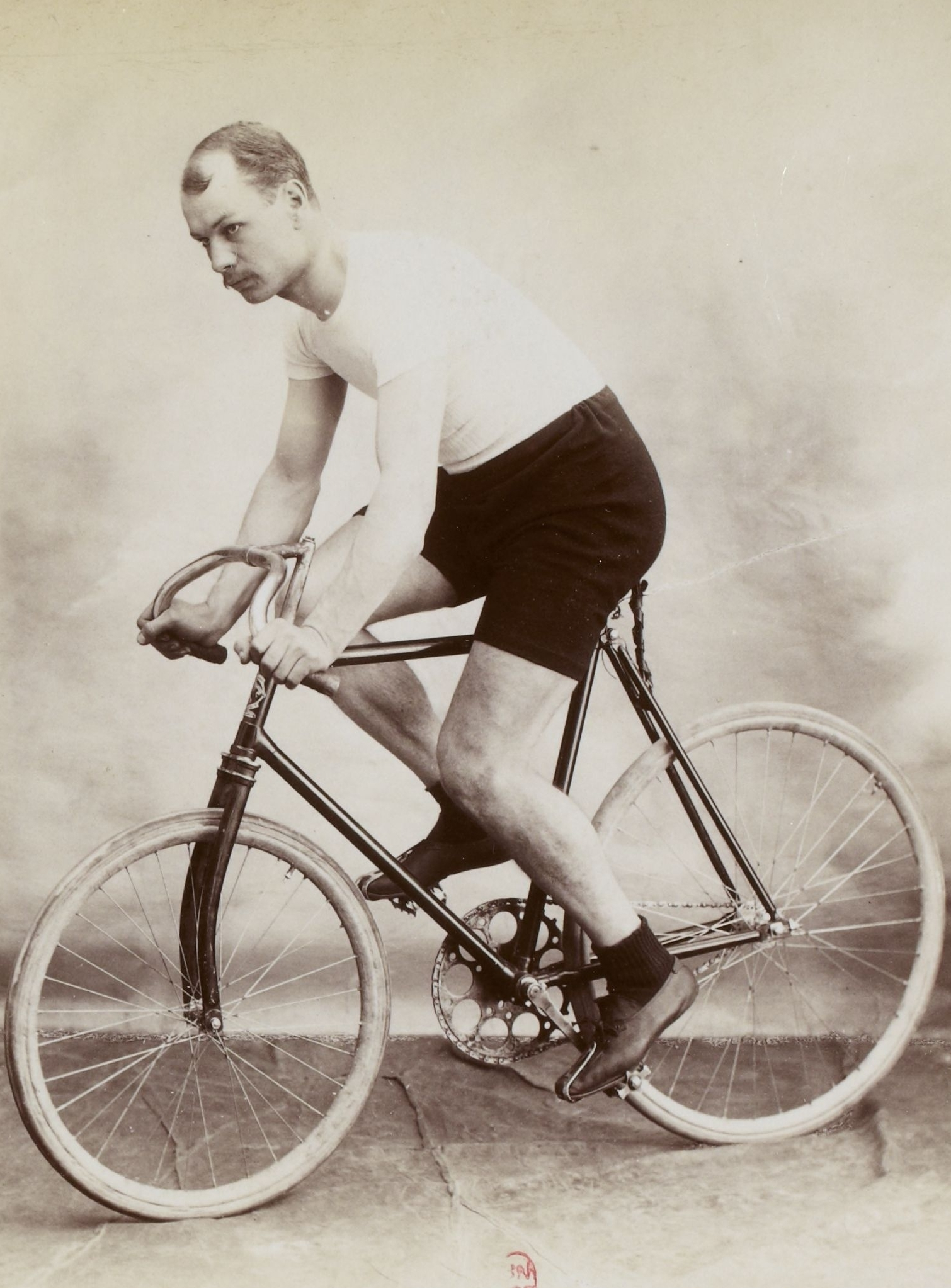
Albert Champion (1904)

Das Eintagesrennen Paris–Roubaix 1899 war die vierte Austragung des Radsportklassikers und fand am Sonntag, den 2. April 1899, statt.
Das Rennen ging von Chatou aus über 286 Kilometer. Es starteten 32 Profi-Radrennfahrer, von denen 16 das Ziel erreichten. Der Sieger Albert Champion absolvierte das Rennen mit einer Durchschnittsgeschwindigkeit von 31,976 Kilometern pro Stunde. Das Wetter war schön, und es wehte kein Wind.
Bei dieser Austragung von Paris–Roubaix starteten die Schrittmacher auf Motorrädern. Aus diesem Grunde starteten mehrere Bahnradsportspezialisten, die ihre Fähigkeiten hinter Motoren verbessern wollten. Zu ihnen gehörte auch der Sieger Champion.